# Suiyuan
Suiyuan – dawna chińska prowincja, istniejąca w latach 1928–1954 na terenie południowej części dzisiejszej Mongolii Wewnętrznej.
Po rewolucji Xinhai i proklamowaniu w Chinach republiki pozostałe pod władzą rządu w Pekinie tereny mongolskie (tzw. Mongolia Wewnętrzna) podzielono w 1914 roku na trzy specjalne regiony administracyjne: Rehe, Chahar i Suiyuan. W 1928 roku Suiyuan został podniesiony do rangi prowincji. Nowa prowincja obejmowała powierzchnię 290 tys. km² i zamieszkana była przez około 2,1 mln osób; dzieliła się na 16 powiatów, 2 miasta i 18 chorągwi. Jej stolicą było Guisui (dzis. Hohhot).
W latach 1937–1945 prowincja Suiyuan była częścią marionetkowego państwa Mengjiang.
W czerwcu 1954 roku prowincja została zlikwidowana, a jej terytorium włączono do regionu autonomicznego Mongolia Wewnętrzna.